# Барбизон
Барбизон (фр. Barbizon) — городская община во Франции.

## География и история
Городок Барбизон расположен на севере центральной части Франции, в кантоне Перте (фр.) округа Мелён, в департаменте Сена и Марна региона Иль-де-Франс.
Деревня Барбизон дала имя Барбизонской школе. С началом железнодорожного сообщения между Парижем и Барбизоном упростились условия для поездок сюда художников из столицы на полевые сессии (также изобретение компактных красок в тюбиках значительно упрощало транспортировку багажа). Художники Барбизона создавали преимущественно пейзажи, были предтечами импрессионистов и оказали огромное влияние на развитие пейзажной живописи в Европе.
В XIX столетии Барбизон состоял лишь из одной улицы, Рю-де-Барбизон (Rue de Barbizon), приблизительно с 40 домами, вдоль которой пролегала железнодорожная линия. Единственной гостиницей (в которой и останавливались художники) была «Auberge Ganne», находившаяся в середине Барбизона (сейчас — музей). Париж от Барбизона отделяли 90 минут езды на поезде. В Барбизоне находится также частный музей Ж.-Ф. Милле, где сохраняется творческое наследие художника, а также работы К. Коро, Т. Руссо, К. Тройона и других мастеров кисти.

## Города-партнёры
- Сентендре
- Ист Бергольт[англ.]